# Барберена, Брайан
Бра́йан Барбере́на (англ. Bryan Barberena; род. 3 мая 1989, Монтклэр) — американский боец смешанного стиля, представитель лёгкой и полусредней весовых категорий. Выступает на профессиональном уровне начиная с 2009 года, известен по участию в турнирах таких бойцовских организаций как UFC, KOTC, Dakota FC и др.

## Биография
Брайан Барберена родился 3 мая 1989 года в городе Монтклэр округа Сан-Бернардино, Калифорния. Проходил подготовку в Глендейле, штат Аризона, в зале единоборств MMA Lab.

### Начало профессиональной карьеры
Дебютировал в смешанных единоборствах на профессиональном уровне в октябре 2009 года, отправив своего соперника в нокаут в первом же раунде. Дрался в различных небольших американских промоушенах, таких как Dakota Fighting Championships и King of the Cage — в большинстве случаев выходил из поединков победителем. Первое в карьере поражение потерпел в феврале 2010 года, в третьем раунде поединка с Дереком Смитом попался на рычаг локтя и вынужден был сдаться.

### Ultimate Fighting Championship
Имея в послужном списке девять побед и только два поражения, в 2014 году Барберена привлёк к себе внимание крупнейшей бойцовской организации мира Ultimate Fighting Championship и подписал с ней эксклюзивный контракт. Ради выступлений в UFC он решил спуститься из полусредней весовой категории в лёгкую — в дебютном поединке в октагоне техническим нокаутом победил Джо Элленбергера.
В апреле 2015 года вышел в клетку против канадца Чеда Лаприза и по итогам трёх раундов проиграл единогласным решением судей, получив при этом награду за лучший бой вечера.
В январе 2016 года на коротком уведомлении заменил травмировавшегося Эндрю Холбрука в бою с непобеждённым американским проспектом Сэйджом Норткаттом. На сгонку веса у него уже не оставалось времени, поэтому поединок прошёл в полусреднем весе. В этом противостоянии Барберена считался явным андердогом, но в конечном счёте он неожиданно выиграл — во втором раунде взял Норткатта на «ручной треугольник» и заставил сдаться.
Также в 2016 году единогласным решением выиграл у бразильца Варлея Алвиса и единогласным решением уступил соотечественнику Колби Ковингтону.
В 2017 году техническим нокаутом победил Джо Проктора и проиграл по очкам Леону Эдвардсу.

## Статистика в профессиональном ММА
| Боёв 28  | Побед 18 | Поражений 10 |
| -------- | -------- | ------------ |
| Нокаутом | 11       | 2            |
| Сдачей   | 2        | 3            |
| Решением | 5        | 5            |

| Результат | Рекорд | Соперник          | Способ                     | Турнир                                     | Дата             | Раунд | Время | Место                         | Примечание                        |
| --------- | ------ | ----------------- | -------------------------- | ------------------------------------------ | ---------------- | ----- | ----- | ----------------------------- | --------------------------------- |
| Поражение | 18-10  | Гуннар Нельсон    | Сдача (рычаг локтя)        | UFC 286                                    | 18 марта 2023    | 1     | 4:51  | Лондон, Англия,Великобритания |                                   |
| Поражение | 18-9   | Рафаэль Дос Аньос | Сдача (удушение сзади)     | UFC on ESPN: Томпсон vs. Холланд           | 3 декабря 2022   | 2     | 3:20  | Орландо, Флорида, США         |                                   |
| Победа    | 18-8   | Робби Лоулер      | TKO (удары руками)         | UFC 276                                    | 2 июля 2022      | 2     | 4:47  | Лас-Вегас, США                | "Лучший бой вечера."              |
| Победа    | 17-8   | Мэтт Браун        | Раздельное решение         | UFC on ESPN: Блейдс vs. Докас              | 26 марта 2022    | 3     | 5:00  | Лас-Вегас, США                | "Лучший бой вечера".              |
| Победа    | 16-8   | Дэриан Викс       | Единогласное решение       | UFC 276                                    | 4 декабря 2021   | 3     | 5:00  | Лас-Вегас, США                |                                   |
| Поражение | 15-8   | Джейсон Уитт      | Решение Большинства        | UFC on ESPN: Холл vs. Стрикленд            | 31 июля 2021     | 3     | 5:00  | Лас-Вегас, США                | "Лучший бой вечера".              |
| Победа    | 15-7   | Энтони Айви       | Единогласное решение       | UFC Fight Night: Waterson vs. Hill         | 12 сентября 2020 | 3     | 5:00  | Лас-Вегас, США                |                                   |
| Поражение | 14-7   | Рэнди Браун       | TKO (удары руками)         | UFC Fight Night: Moicano vs. Korean Zombie | 22 июня 2019     | 3     | 2:54  | Гринвилл, США                 |                                   |
| Поражение | 14-6   | Висенте Луке      | TKO (удары)                | UFC on ESPN: Ngannou vs. Velasquez         | 17 февраля 2019  | 3     | 4:54  | Финикс, США                   | "Лучший бой вечера".              |
| Победа    | 14-5   | Джейк Элленбергер | TKO (удары руками)         | UFC Fight Night: Gaethje vs. Vick          | 25 августа 2018  | 1     | 2:26  | Линкольн, США                 |                                   |
| Поражение | 13-5   | Леон Эдвардс      | Единогласное решение       | UFC Fight Night: Volkov vs. Struve         | 2 сентября 2017  | 3     | 5:00  | Роттердам, Нидерланды         |                                   |
| Победа    | 13-4   | Джо Проктор       | TKO (удары)                | UFC Fight Night: Swanson vs. Lobov         | 22 апреля 2017   | 1     | 3:30  | Нашвилл, США                  |                                   |
| Поражение | 12-4   | Колби Ковингтон   | Единогласное решение       | UFC on Fox: VanZant vs. Waterson           | 17 декабря 2016  | 3     | 5:00  | Сакраменто, США               |                                   |
| Победа    | 12-3   | Варлей Алвис      | Единогласное решение       | UFC 198                                    | 14 мая 2016      | 3     | 5:00  | Куритиба, Бразилия            |                                   |
| Победа    | 11-3   | Сэйдж Норткатт    | Сдача (треугольник руками) | UFC on Fox: Johnson vs. Bader              | 30 января 2016   | 2     | 3:06  | Ньюарк, США                   | Вернулся в полусредний вес.       |
| Поражение | 10-3   | Чед Лаприз        | Единогласное решение       | UFC 186                                    | 25 апреля 2015   | 3     | 5:00  | Монреаль, Канада              | "Лучший бой вечера".              |
| Победа    | 10-2   | Джо Элленбергер   | TKO (удары руками)         | UFC on Fox: dos Santos vs. Miocic          | 13 декабря 2014  | 3     | 3:24  | Финикс, США                   | Дебют в лёгком весе.              |
| Победа    | 9-2    | Эрик Мун          | TKO (удары руками)         | King of the Cage: Radar Lock               | 22 февраля 2014  | 1     | 4:07  | Скотсдейл, США                |                                   |
| Победа    | 8-2    | Дэмиен Хилл       | Сдача (удушение сзади)     | Dakota FC 17: Winter Brawl 2014            | 11 января 2014   | 3     | 2:17  | Фарго, США                    | Бой в промежуточном весе 72,6 кг. |
| Победа    | 7-2    | Маркос Маркес     | TKO (удары руками)         | Dakota FC 16: Fall Brawl 2013              | 23 августа 2013  | 3     | 3:43  | Фарго, США                    |                                   |
| Победа    | 6-2    | Дейн Сейерс       | Единогласное решение       | Dakota FC 13: Coming Home                  | 13 октября 2012  | 5     | 5:00  | Гранд-Форкс, США              |                                   |
| Победа    | 5-2    | Вернон Харрисон   | TKO (удары руками)         | Crowbar MMA: Rumble at the Fair            | 25 июня 2011     | 2     | 4:00  | Гранд-Форкс, США              |                                   |
| Победа    | 4-2    | Гарретт Олсон     | TKO (удары руками)         | King of the Cage: Mainstream               | 29 октября 2010  | 2     | 4:24  | Мортон, США                   |                                   |
| Поражение | 3-2    | Тайлер Клежески   | Единогласное решение       | Cage Fighting Xtreme                       | 15 мая 2010      | 3     | 5:00  | Ред-Лейк, США                 |                                   |
| Победа    | 3-1    | Дэвид Барнетт     | KO (удары руками)          | King of the Cage: Uppercut                 | 13 марта 2010    | 1     | 2:25  | Лафлин, США                   |                                   |
| Поражение | 2-1    | Дерек Смит        | Сдача (рычаг локтя)        | King of the Cage: Offensive Strategy       | 6 февраля 2010   | 3     | 2:55  | Уолкер, США                   |                                   |
| Победа    | 2-0    | Дейв Альварес     | TKO (удары руками)         | The Cage Inc. Battle at the Border 3       | 19 декабря 2009  | 2     | 1:41  | Ханкинсон, США                |                                   |
| Победа    | 1-0    | Дирк Тидман       | KO (удары руками)          | Dakota FC 12                               | 10 октября 2009  | 1     | 2:20  | Фарго, США                    |                                   |